# تيد غودوين
تيد غودوين (بالإنجليزية: Ted Goodwin)‏ هو لاعب دوري الرغبي أسترالي، ولد في 1953 في Crows Nest, New South Wales ‏ في أستراليا.